# NGC 2429B
NGC 2429B (другие обозначения — MCG 9-13-40, VV 284, KCPG 138A, PGC 21663) — галактика в созвездии Рысь.
Этот объект не входит в число перечисленных в оригинальной редакции «Нового общего каталога» и был добавлен позднее.